# National World War II Museum

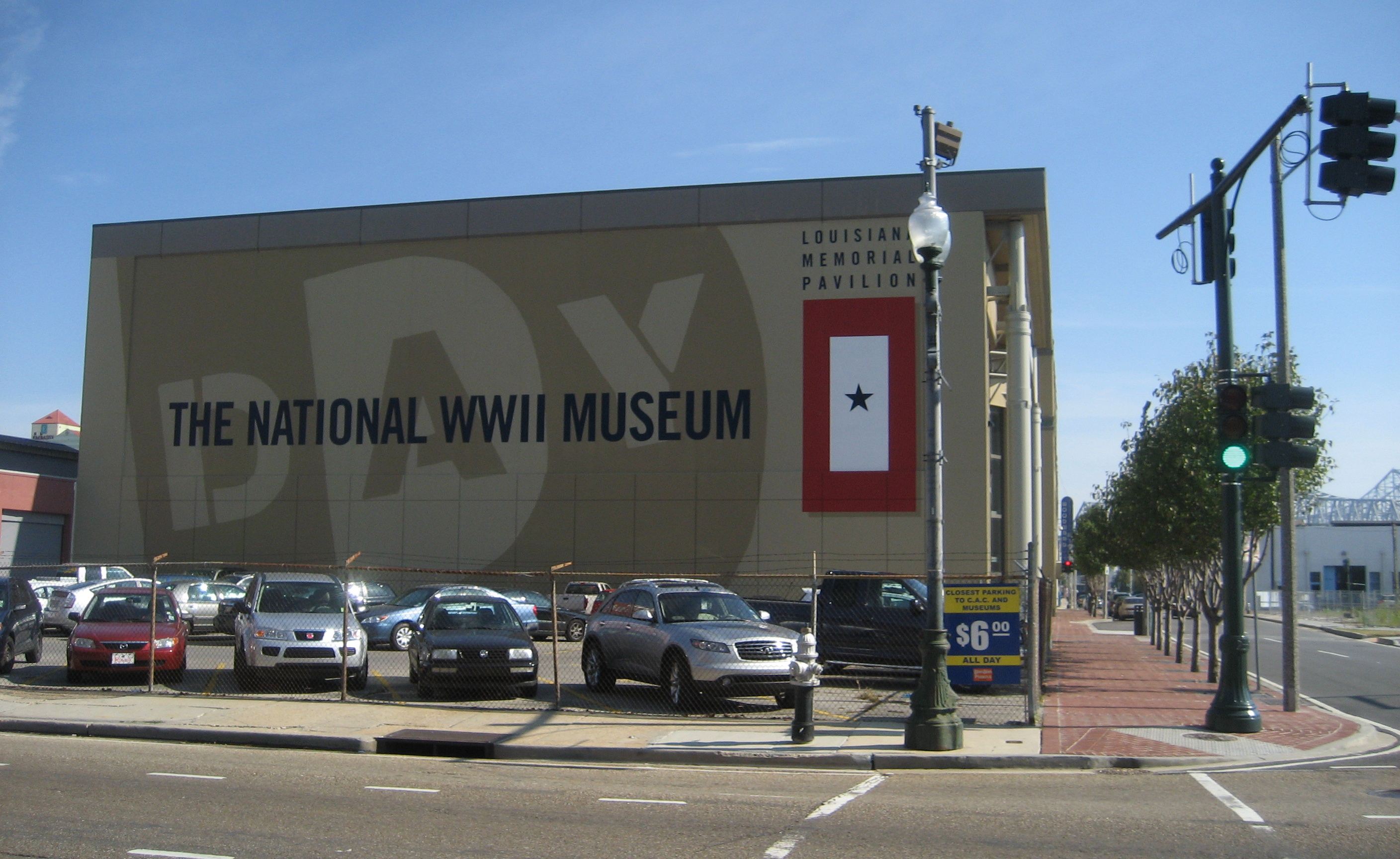
National World War II Museum, 2007

Das National World War II Museum, zunächst als National D-Day Museum bekannt, ist ein Museum in New Orleans (im Central Business District, Louisiana). Sein Schwerpunkt ist die Schlacht in der Normandie (Operation Overlord) als Beitrag der US-Streitkräfte zum Sieg im Zweiten Weltkrieg. Es wurde vom US-Kongress als America's National World War II Museum autorisiert.

## Museumsbeschreibung
Zum 56. Jahrestag der Invasion wurde es am 6. Juni 2000 eröffnet. Viele Original-Gegenstände, aber auch Teilnachbauten (wie das Higgins-Boot) ergänzen die Schautafeln und Filme über die Landungsunternehmen im Zweiten Weltkrieg. Am besten folgt man der chronologischen Ausstellung vom Obergeschoss zum Erdgeschoss.
Es gibt ein großes Modell der Strandabschnitte in der Normandie. Auch die militärische Taktik des Island Hopping (Inselspringen) im Pazifikkrieg und die Atombombenabwürfe auf Japan werden thematisiert.

## Beziehung zu New Orleans
Es wurde hier errichtet, weil hier die dafür wichtigen Landungsboote (nach dem Entwurf von Andrew Jackson Higgins) gebaut wurden. Daher wurden sie auch Higgins-Boote genannt. Ohne eine Vielzahl solcher Fahrzeug- und Truppentransporter wäre eine Invasion in dieser Größenordnung unvorstellbar gewesen. Aus diesem Grund nannte Dwight D. Eisenhower Higgins den „Mann, der den Krieg für uns gewann“. Ihre Besonderheit ist die Eignung für langgezogene flache Strände. Sie wurden in den Werken der Higgins Industries gebaut bzw. von ihnen lizenziert.
Der Historiker Stephen Ambrose, New Orleans Universität (Biograf der US-Präsidenten Dwight Eisenhower und Richard Nixon), forschte lange zu dem Thema und initiierte 1991 eine Stiftung, die das Museum inhaltlich und organisatorisch vorbereitete.